# Mesquer
Mesquer település Franciaországban, Loire-Atlantique megyében. Lakosainak száma 2156 fő (2022. január 1.). Mesquer Assérac, Piriac-sur-Mer, Saint-Molf és La Turballe községekkel határos.

## Népesség
A település népességének változása:
| Lakosok száma | 1019 | 1201 | 1372 | 1658 | 1816 | 1938 | 1941 | 2039 | 2088 | 2156 |
|               | 1968 | 1982 | 1990 | 2006 | 2013 | 2015 | 2017 | 2019 | 2020 | 2022 |